# Elektroniczny sprzedawca
Elektroniczny sprzedawca – terminal komputerowy z monitorem dotykowym, pomagający w wyborze produktu zgodnego z oczekiwaniami konsumenta. W odróżnieniu od infokiosków elektroniczny sprzedawca poprzez zadawanie pytań przeprowadza klienta przez proces zakupu. Po ukończeniu ścieżki wyboru generuje listę produktów dopasowanych do potrzeb konsumenta. Ma ponadto możliwość udzielania porad produktowych, łączenia konsumenta z infolinią produktową, czy udzielenia wskazówek odnośnie do miejsca produktu na półce.

## Elektroniczni sprzedawcy na świecie
Sieć marketów Tesco w Wielkiej Brytanii testuje elektronicznych sprzedawców win, którzy pytają klientów o ich preferencje w wyborze tego trunku: kraj pochodzenia, kolor, sposób konsumpcji (do mięs, ryb, serów itd.) i cenę. System generuje grupę produktów, które są zgodne z upodobaniami. Obecnie elektroniczni sprzedawcy pracują tylko w 6 marketach. Zapowiadany jest montaż kolejnych 150 terminali.
Amerykańska firma Evincii oddała do użytku elektronicznych sprzedawców w marketach farmaceutycznych. Oprócz porad zdrowotnych i szczegółowych informacji dotyczących leków system PharmAssist ułatwia odnalezienie poszukiwanego produktu na sklepowej półce. Oprogramowanie analityczne pozwala uzyskać wiedzę o najczęściej poszukiwanych lekach. Z kolei Hewlett-Packard testuje elektronicznych asystentów sprzedaży detalicznej w marketach spożywczych. Po wysyłaniu listy zakupów e-mailem, po przyjściu do sklepu terminal drukuje listę wybranych wcześniej produktów oraz mapę lokalizującą ich umiejscowienie w markecie. Przy ponad jednokrotnym korzystaniu z usługi, system rozpoczyna archiwizację i analizę danych, dzięki czemu poznaje nawyki konsumpcyjne i przy kolejnej wizycie w sklepie sugeruje dodanie do listy produktu, który wcześniej był kupowany oraz przedstawia promocje.
W Polsce system elektronicznych sprzedawców wdraża w sieciach marketów budowlanych firma Inex System. Elektroniczni sprzedawcy dysponują modułem badawczo-analitycznym, który zbiera i przetwarza dane dotyczące efektywności ekspozycji, zachowań i wyborów konsumenckich.